# Mokradłoszka zaostrzona
Mokradłoszka zaostrzona, mokradłoszka kończysta (Calliergonella cuspidata (Hedw.) Loeske) – gatunek mchu należący do rodziny rokietkowatych (Hypnaceae). Występuje na torfowiskach i podmokłych łąkach.

## Rozmieszczenie geograficzne
Gatunek kosmopolityczny. W Polsce pospolity w całym kraju.

## Morfologia
ŁodyżkaŁodygi są proste i pierzasto rozgałęzione o długość 5–15 cm, początkowo zielone, z czasem brunatniejące. Tworzą luźne, żółte do brązowych, błyszczące darnie.
ListkiŁodyżkowe jajowate, gęsto ustawione i przylegające do łodygi, długości 2,5 i szerokości 1 mm, na szczycie zaokrąglone, z krótkim kończykiem lub zaokrąglone. Gałązkowe podobne, ale mniejsze, długości 2 i szerokości 1 mm. Żebro listków krótkie, podwójne lub go brak. Listki u szczytu łodygi i gałązek są ciasno zwinięte i tworzą charakterystyczne ostre kończyki.
Budowa sporofituSeta czerwona o długość 4–6 cm. Puszka podłużna, zgięta, na grzbiecie wypukła, długości 3, szerokości 1 mm, koloru brązowego. Wieczko stożkowate, zaostrzone na szczycie. Perystom podwójny, zęby perystomu zewnętrznego pomarańczowe, jaśniej obrzeżone, zaś wewnętrznego na grzbiecie wąsko powcinane. Zarodniki rdzawe.

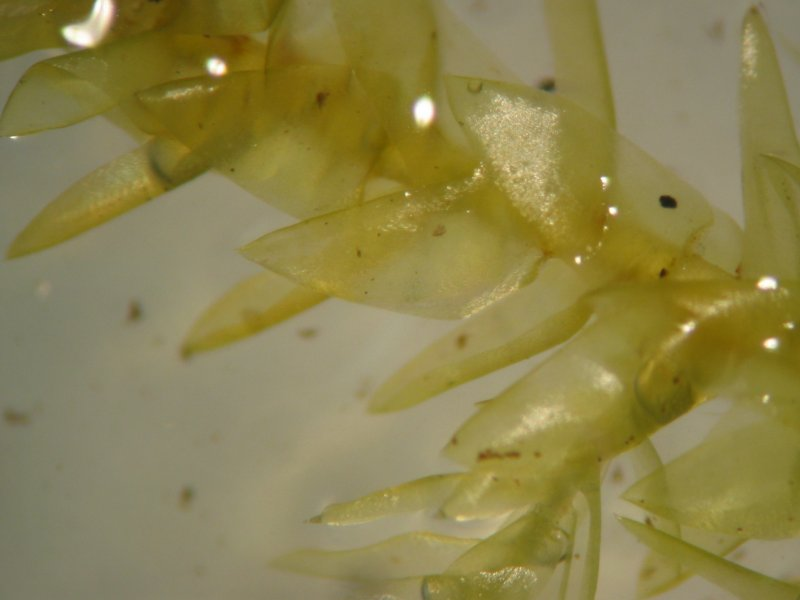
Ulistniona łodyżka
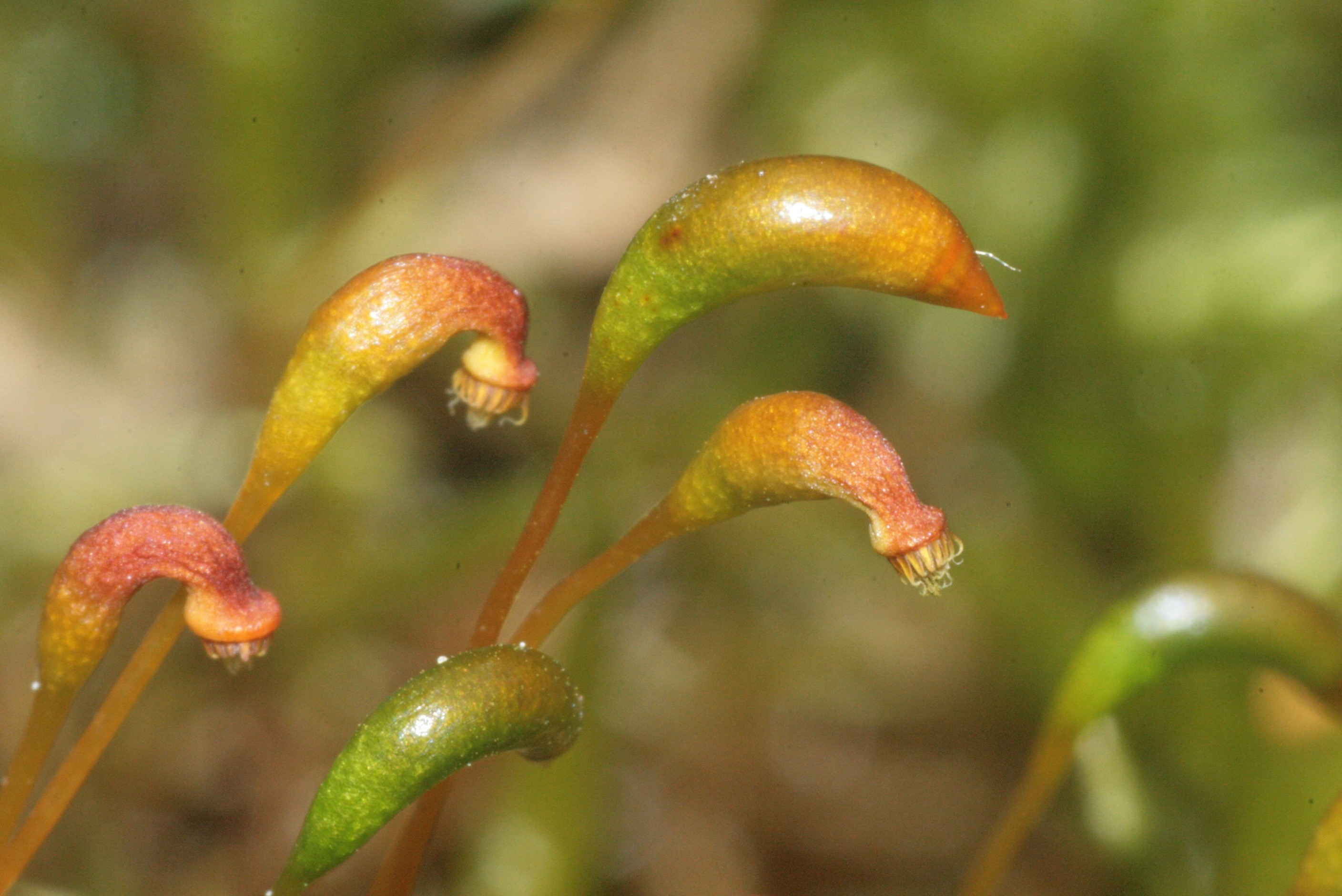
Puszki
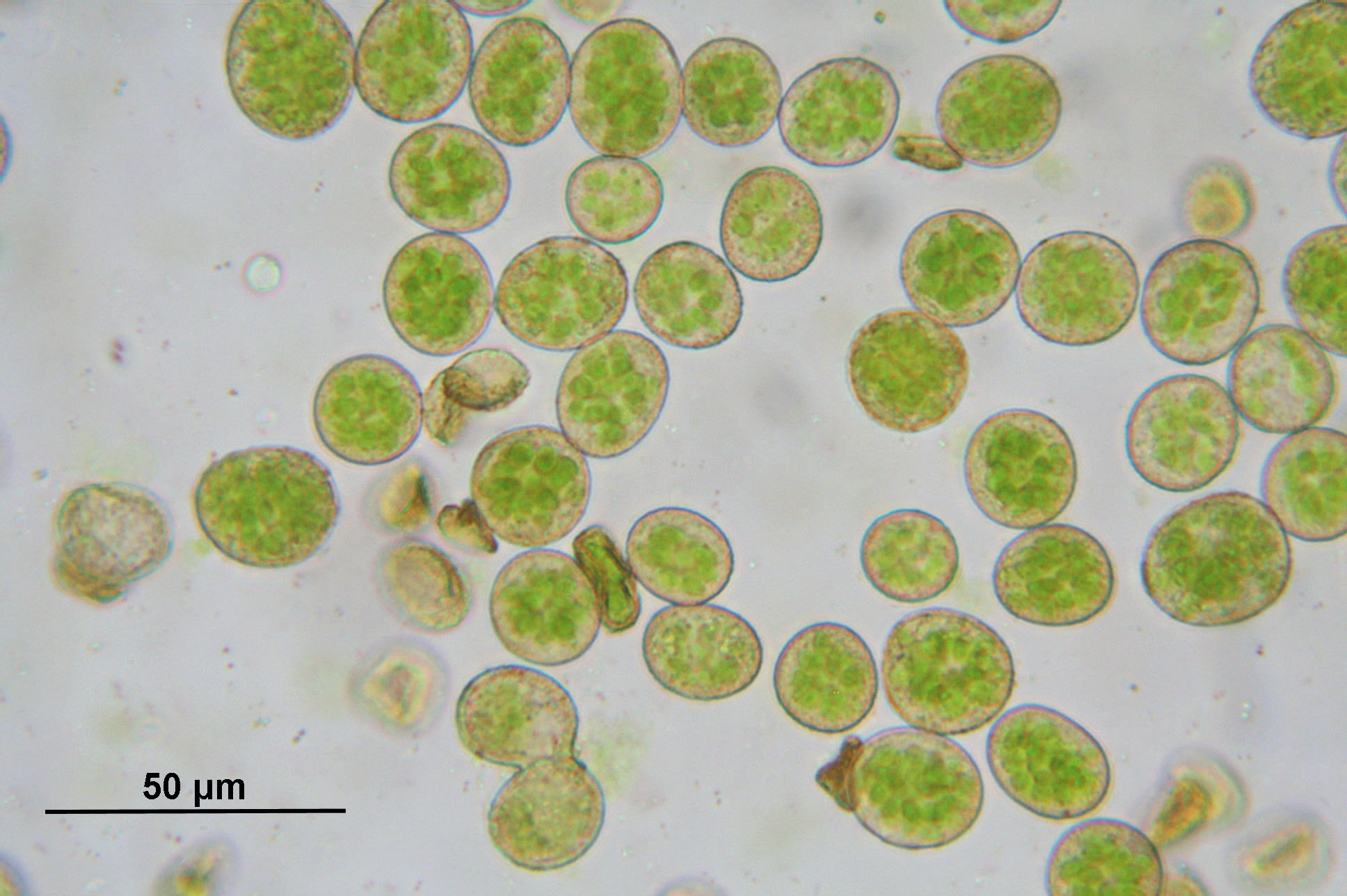
Zarodniki

## Ekologia i biologia
Mech występuje na leśnych i nieleśnych torfowiskach niskich i wilgotnych łąkach, przy brzegach zbiorników wodnych oraz na wilgotnych skałach. Zarodnikowanie w Polsce odbywa się e w maju i czerwcu.

## Zagrożenie i ochrona
Roślina objęta w Polsce częściową ochroną na podstawie Rozporządzenia Ministra Środowiska z dnia 9 października 2014 r. w sprawie ochrony gatunkowej roślin. Po raz pierwszy objęta ochroną w 2001 r., wymieniona w rozporządzeniu jako mokradłosz kończysty Calliergon cuspidatum.